# Entlebuch (district)
Het district Entlebuch (Duits: Bezirk Entlebuch) is een voormalig district in het kanton Luzern. Het district had  als hoofdplaats het dorp Schüpfheim.
Het Entlebuch (vroeger ook Entlibuch) vormt ook een regio die ouder is dan het administratief district dat bestond van 1803 tot 2008, en bestaat uit het 397 km² grote hoofddal van de Kleine Emme tussen Bern en Luzern in het kanton Luzern in Zwitserland. Het district en de regio komen overeen met het historische Vogtei Entlebuch (Entlibuch).
Op 17 juni 2007 werd in de Kantonsraad van Luzern een nieuwe wet voor de indeling van het kanton aangenomen waarmee de districten van Luzern per 1 januari 2008 de districten werden afgeschaft. Het kiesdistrict Entlebuch, dat in 2012 werd opgericht, omvat naast de historische regio ook de gemeente Wolhusen.
In 2001 werd de regio ook erkend als UNESCO Biosfeerreservaat Entlebuch (UBE).
Het district omvatte de volgende gemeenten:
| Wapen         | Gemeentenaam  | Inwoners (31/12/2005) | Oppervlakte (km²) |
| ------------- | ------------- | --------------------- | ----------------- |
| Doppleschwand | Doppleschwand | 697                   | 6,95              |
| Entlebuch     | Entlebuch     | 3329                  | 56,90             |
| Escholzmatt   | Escholzmatt   | 3210                  | 61,29             |
| Flühli        | Flühli        | 1830                  | 108,24            |
| Hasle         | Hasle         | 1724                  | 40,33             |
| Marbach       | Marbach       | 1193                  | 45,10             |
| Romoos        | Romoos        | 735                   | 37,24             |
| Schüpfheim    | Schüpfheim    | 3749                  | 38,37             |
| Werthenstein  | Werthenstein  | 1917                  | 15,80             |
|               | Totaal (9)    | 18.384                | 410,13            |